# Joseph Espigat-Sieurac
Joseph Espigat-Sieurac est un homme politique français né le 5 octobre 1796 à Bannières (Tarn) et décédé le 2 mars 1863 à Lavaur (Tarn).

## Biographie
Juge à Lavaur, il est député du Tarn de 1839 à 1846, siégeant avec la droite légitimiste.

## Sources
- « Joseph Espigat-Sieurac », dans Adolphe Robert et Gaston Cougny, Dictionnaire des parlementaires français, Edgar Bourloton, 1889-1891 [détail de l’édition]